# Ferdinando di Diano

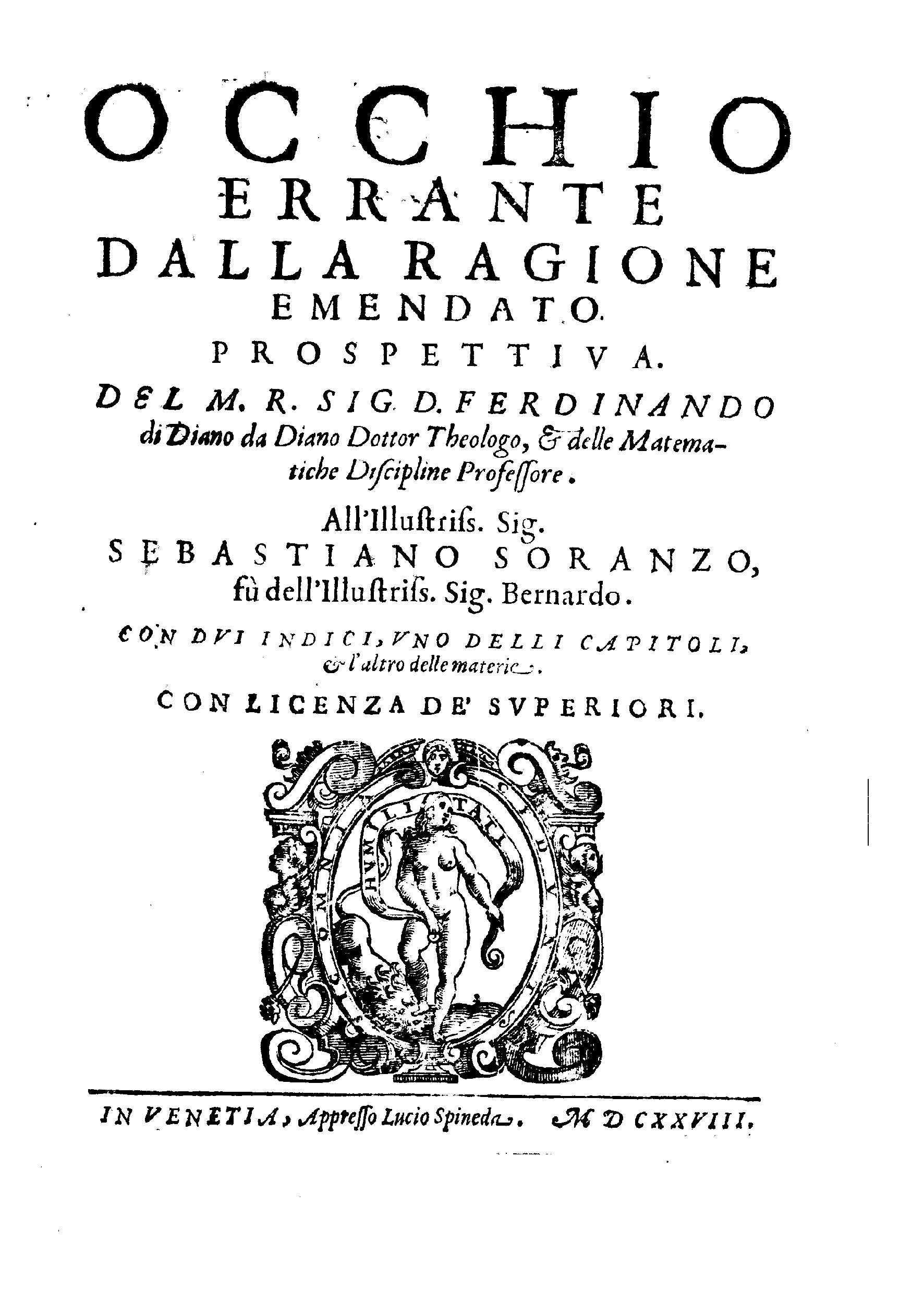
Occhio errante dalla ragione emendato, 1628

Ferdinando di Diano da Diano, conosciuto anche con lo pseudonimo Donatus Polienus (Siderno, XVI secolo – XVII secolo), è stato un matematico, filosofo e teologo italiano.

## Biografia
Abate originario di Siderno in Calabria, viene citato anche come filosofo attivo intorno al 1630.

## Opere
- Ferdinando di Diano, Occhio errante dalla ragione emendato, In Venetia, Lucio Spineda, 1628. URL consultato il 14 giugno 2015.